# Бакинский международный морской торговый порт
Бакинский международный морской торговый порт — морской торговый порт в городе Баку (Азербайджан). Крупнейший порт на Каспийском море. Расположен на пересечении транспортных коридоров Восток—Запад и Север—Юг. Через портовые терминалы поддерживается морская торговая связь с крупными портами Каспийского моря, посредством Волго-Донского и Волго-Балтийского каналов, с портами Чёрного, Средиземного, Балтийского, Северного морей, Атлантического океана.

## История

### Ранний период
Бакинский порт является одним из старейших портов Каспийского моря и существовал на многих этапах истории государственного строительства Азербайджана. На протяжении веков порт Баку служил мостом между Востоком и Западом, соединяя древний Шёлковый путь, а также транспортный коридор Север—Юг, соединяющий Северную Европу и Россию с Ближним Востоком и Южной Азией. Позже этот маршрут использовали иностранные купцы из России, Европы, Индии и других стран.
В дополнение к крупнейшим морским портам, крупные торговые города Центральной Евразии исторически становятся сухими центрами. Путешествие между торговцами по Древнему шелковому пути между Европой и Азией длилось месяцы и годы, и центры Центральной Евразии были важнейшими региональными центрами логистики и распределения. У каждого из них было несколько караван-сараев, где торговцы обменивались товарами и идеями и имели возможность встречаться с людьми из разных культур. Такие торговые центры были связаны с другими региональными узлами и крупными городами через сеть обширных торговых коридоров, пересекающих Евразию и Ближний Восток. 
Хотя морская торговля в предыдущие века была основным видом деятельности Баку, официальные исторические упоминания о порте Баку встречаются с 1564 года. В 1564 году указом Сефевидского правителя I шаха Тахмасиба шейх Захид был назначен «первым министром» порта Баку.
В 1703 году более 20 индийских караванов путешествовали по маршруту Баку—Ардебиль, экспортируя шёлк, масло, рыбу, мех, медь, лошадей, натуральную краску, икру и кожу.

### Период Российской империи
В середине XIX века на торговых путях Волга—Дон и Каспийское море открыт новый коммерческий маршрут, соединивший Восточную Европу с Индией. Это открытие повысило важность порта в качестве ключевого центра торговли на Каспийском море, а также международной морской торговли. 

В середине XIX века началось строительство современного порта Баку. 

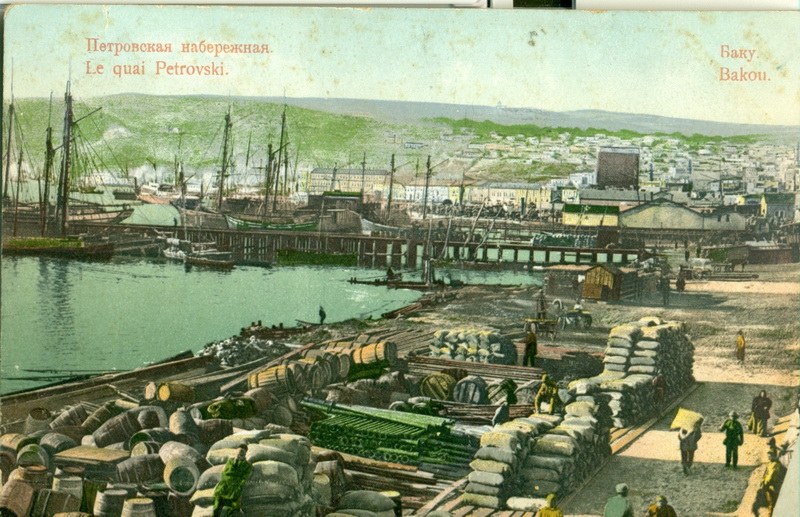
Петровская пристань Бакинского порта. 1900 г.

С точки зрения грузовых и пассажирских перевозок, порт был одним из ведущих портов мира, в том числе крупнейшим портом Российской империи. Различные виды сухих грузов, таких, как хлопок и сахар, были включены в основные торговые позиции для торговли на Каспийском море через порты Баку, Красноводска (сегодня Туркменбаши), Петровска (сегодня Махачкала) и иранские порты. 
21 июля 1902 года порту было официально предоставлено право самоуправления. 
На 1900 год ежегодный грузооборот достиг 6,5 млн тонн (около 400 млн. пудов). На 1905 год порт являлся самой загруженной гаванью империи за счет добычи нефти.
В 1912 году порт обслужил 157 779 пассажиров. Примерно 38,1 миллиона пудов прошли через порт Баку в качестве транзитного груза. 

### Период Азербайджанской ССР
С июня по август 1920 года был проведён ряд строительных работ для обеспечения безопасного движения нефтяных танкеров в порту.
С 1923 по 1924 год на порт пришлось 27,3 % общего объёма грузоперевозок СССР. Этот результат превратил Бакинский порт в ведущий порт Советского Союза.
Бакинская гавань сыграла активную роль в защите государственных границ во время Великой Отечественной войны. За короткий промежуток из порта было доставлено значительное количество груза для доставки на линию фронта. За три месяца 1942 года объём грузов увеличился вдвое — с 187 200 тонн до 445 800 тонн.
После Второй мировой войны в порту были проведены масштабные работы по реконструкции.
В 1963 году введён в эксплуатацию новый паромный терминал. Затем началось строительство служебного моста для пассажиров. В 1972 году было завершено строительство нового пассажирского здания.

### Современный период
После обретения независимости Азербайджан установил тесное экономическое сотрудничество с соседними странами. 
28 ноября 1994 года Кабинет министров Азербайджана решением № 407 утвердил устав Бакинского международного морского торгового порта, согласно которому порт работает на принципах хозрасчета и самофинансирования в качестве самостоятельного юридического лица.
18 марта 2015 года Бакинский порт был преобразован в закрытое акционерное общество.

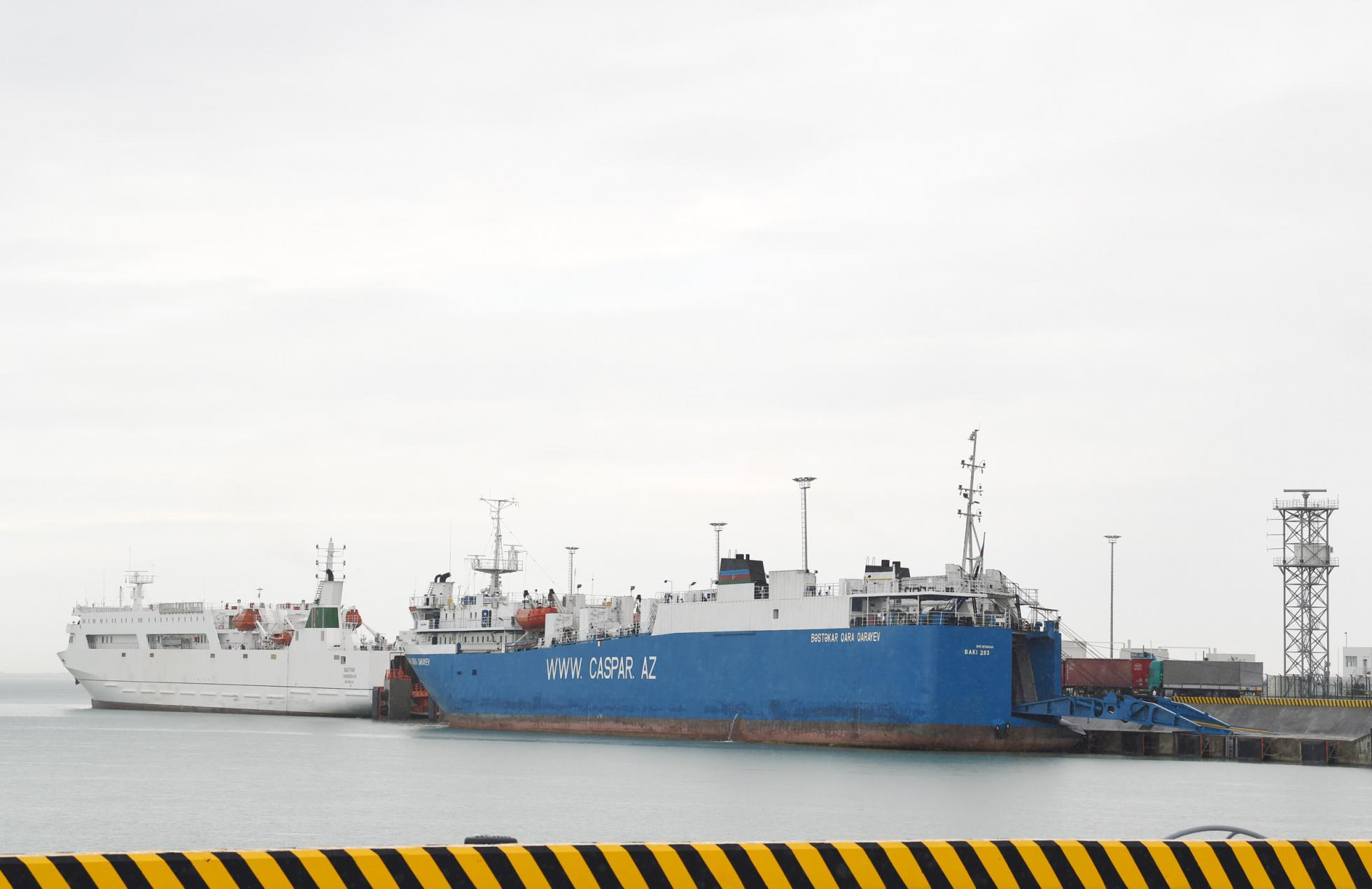
Флот

## Общие сведения
Порт технически был способен осуществить перевалку 15 млн тонн грузов в год, 100 000 TEU контейнеров в год. После интеграции с Азербайджанской железной дорогой пропускная способность порта увеличилась до 150 000 TEU контейнеров в год.
В 2006 году открыт Бакинский морской вокзал.
В 2018 году открыт терминал Ро-Ро и международный морской торговый портовый комплекс.
Терминал Ро-Ро способен перевалить 6,2 млн тонн груза в год.
Планируется строительство нового интермодального грузового терминала на территории 40 гектар.
В декабре 2022 года порт присоединился к Глобальному договору ООН.
С 2023 года осуществляется разработка генерального плана строительства второй фазы порта. По окончании строительства второй фазы мощность порта составит 25 млн тонн. / год, мощность перевалки TEU-контейнеров — 500 тыс. / год.
В 2023 году ожидается ввод в эксплуатацию терминала минеральных удобрений способностью перевалки 2,5 млн тонн / год.
В 2024 году в рамках конференции ООН по изменению климата в Баку Азербайджаном, Казахстаном и Китаем достигнута договорённость о строительстве интермодального грузового терминала.

## Инфраструктура
Новая Бакинская гавань и терминалы:
1. Бакинский порт
2. Паромный терминал (посёлок Алят)
3. Главный терминал нагрузки
4. Нефтеналивной терминал «Дюбенди»
5. Бакинский морской вокзал
6. Терминал Ро-Ро
7. Международный морской торговый портовый комплекс

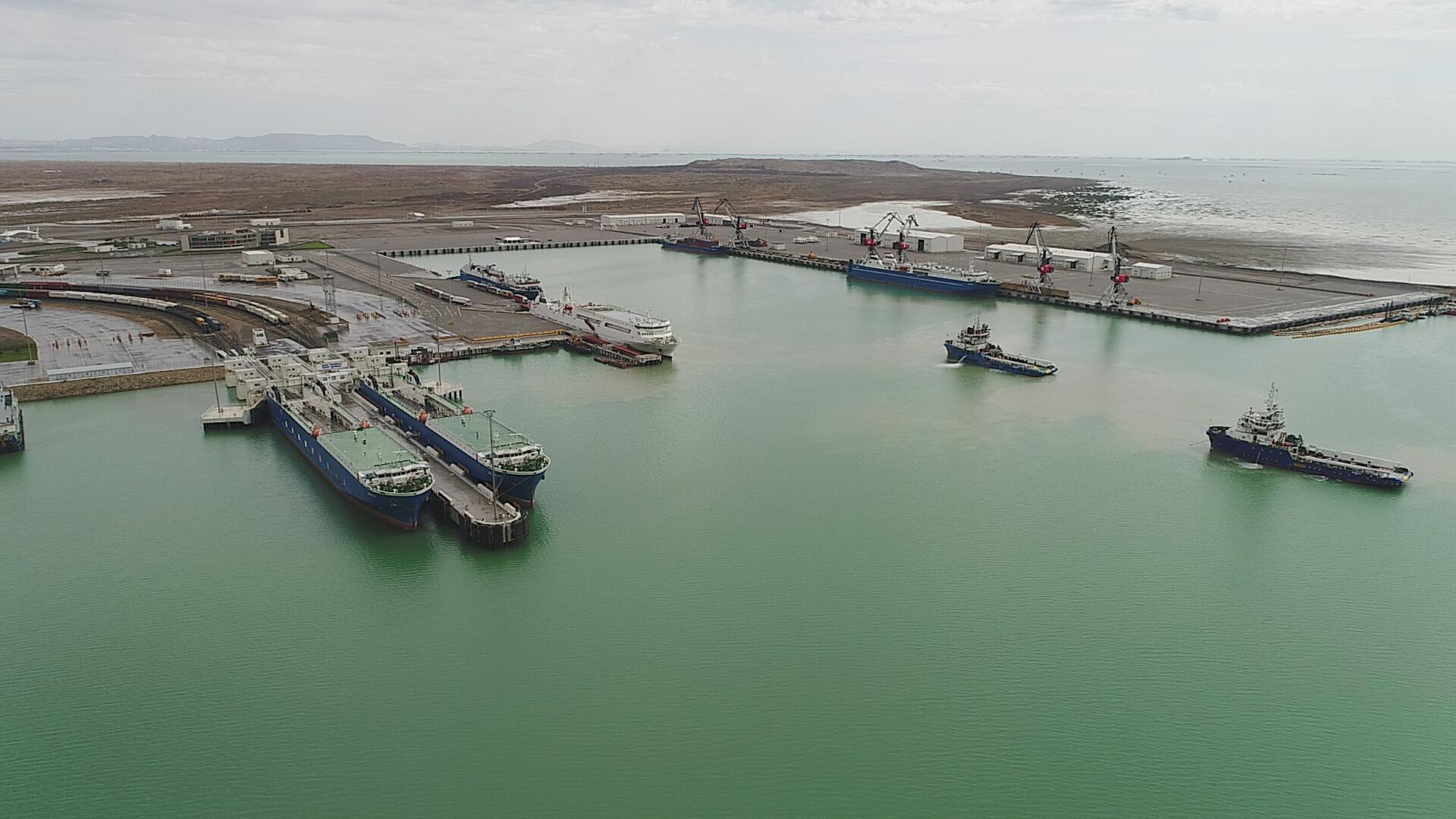
Причалы

8. Терминал сыпучих грузов[12]

### Паромный терминал
На западе Нью-Харбора, в южной части входа в порт расположен паромный терминал. Терминал состоит из двусторонних мостов, включая центральный тротуарный мост с обеих сторон. Железнодорожные вагоны и грузовики перевозятся с помощью железных перегородок. Надземный входной мост, спроектированный на каждом сдвоенном мосту, обеспечивает прохождение пассажиров через суда. Подшипники в основном используются для железнодорожных вагонов, грузовых и легковых автомобилей. 
Полосы ожидания для поездов расположены по обе стороны железнодорожного пути, на берегу пары мостов, для грузовых и легковых автомобилей. Существующие двухэтажные паромные переправы обеспечат двадцать шесть вагонов общей длиной 364 метра, предусмотренных для каждого серванта для обслуживания паромов. Номинальная зона ожидания парома составляет 400 метров. Общая пропускная способность паромного терминала составляет 288 000 TEU контейнеров или 5,9 млн. тонн грузов в год. На терминале находится 13 паромов.

### Грузовой терминал
Главный грузовой терминал расположен в центре Баку. Есть три дока общей длиной 545 метров. Один из них может использоваться для работы с судами класса «Ро-Ро», которые обычно перевозят пассажиров и автомобили между Баку и Туркменистаном. Глубина побережья на 7 метров ниже уровня Каспийского моря. Терминал оснащён четырнадцатью четырёхметровыми кранами грузоподъемностью до 40 тонн. 
Для общих и контейнерных грузов используются комплекты для загрузки контейнеров грузоподъемностью от 1,5 до 10 тонн и вместимостью тридцать восемь тонн. 
Терминал позволяет обработать более миллиона единиц свай и контейнеров, включая цемент, клинкер и арматуру.

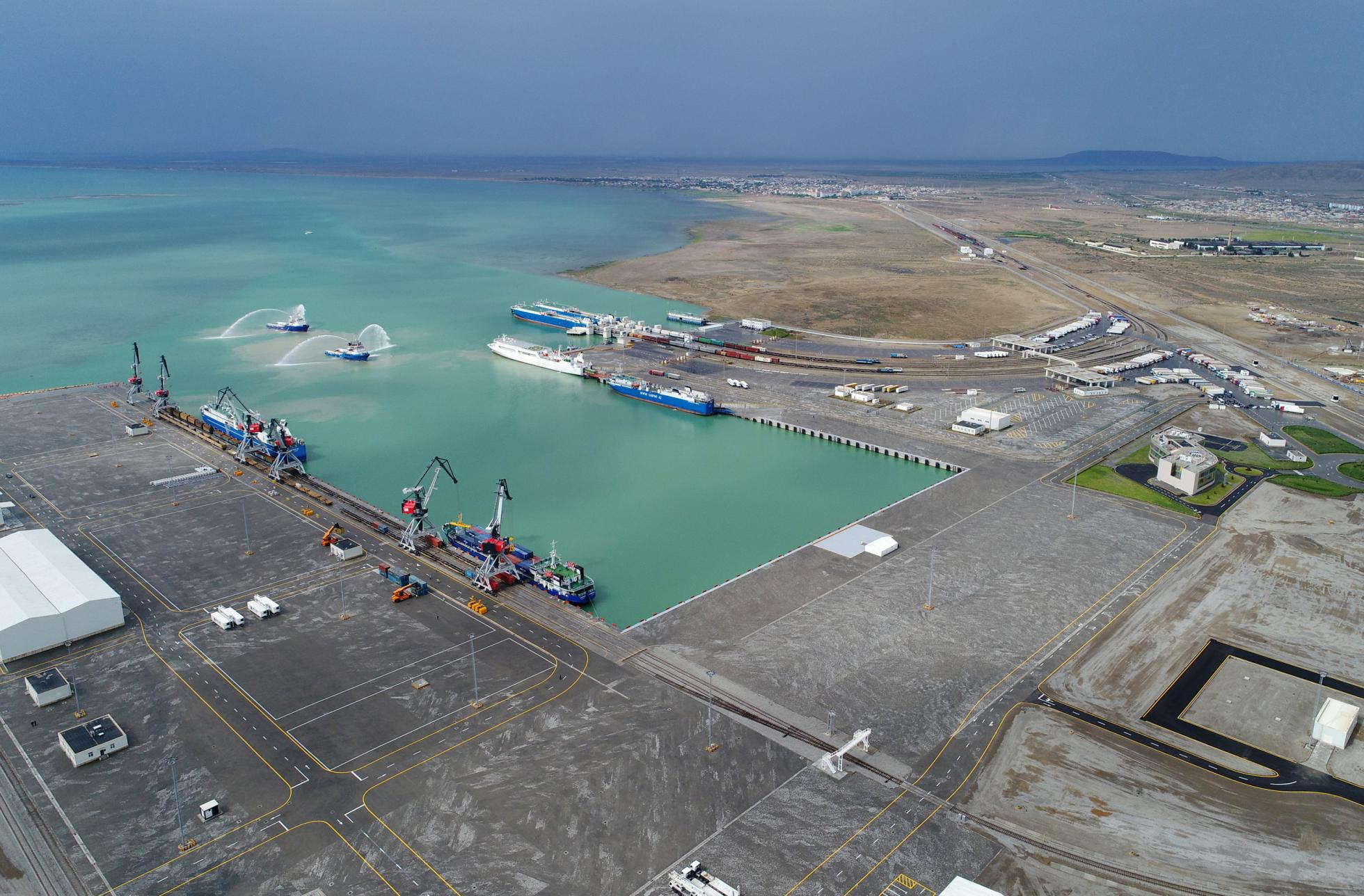
Новый порт Алят Май 2018

## Новый порт Алят
Новый порт Алят расположен в посёлке Алят на расстоянии 60 км к югу от Баку, на пересечении линий ТРАСЕКА и коридора «Север-Юг», а также является частью транспортного узла, связывающий запад (Турцию и ЕС), юг (Иран и Индию) и север (Россию).
Область, где находится новая гавань, пересекается с автомобильными и железными дорогами Азербайджана. Три международные железнодорожные линии пересекают Алят:
- Северо-западная линия — через Баку в Россию;
- Западная линия — через Грузию к берегам Чёрного моря и Турции;
- Южная линия — в районы на юге и на границу с Ираном.

В 2007 году президентом было подписано распоряжение о строительстве нового комплекса морского торгового порта. Фундамент нового порта заложен 3 ноября 2010 года. 
22 сентября 2014 года в поселке Алят состоялось открытие паромного терминала нового портового комплекса из двух причалов.
9 января 2018 года состоялось открытие терминала Ро-Ро также из двух причалов.
14 мая 2018 года состоялось открытие нового комплекса Бакинского международного морского торгового порта. Территория порта составляет 117 гектар. Действует 12 причалов. Общая протяжённость причалов — 2100 метров
План и проект нового комплекса выполнены нидерландской компанией «Royal Haskoning». Строительные работы осуществлены азербайджанской компанией ОАО «Evrascon». 
Забиты 2502 сваи протяжённостью 45 километров и средней глубиной 26 метров. На сваях построена наземная инфраструктура порта.
Для предупреждения размывания береговой линии в западном направлении построена защитная стена протяжённостью 1077 метров.
В акватории построен входной канал протяженностью 7,5 кме и диаметром поворота 450 метров. 
Порт предназначен для судов весом до 7000 — 8000 тонн.
Действуют шесть 80, 40 и 32-тонных портальных кранов.
Построены портовое операционное здание, грузовые склады и участки, пограничный пункт и пункт таможенной службы. Порт получает электроэнергию из двух источников — электрическая подстанция пос. Алят и модульная электростанция пос. Сангачал. Общая  объединённая мощность обеих составляет 18 мегаватт.
Действуют открытые и крытые склады.
Контейнерная площадка способна разместить одновременно 1040 контейнеров и 64 холодильных контейнера.
Действует портовая операционно-информационная система.
Из-за расположения старого порта в центре Баку и загруженности дорог в столице транспортировка грузов из порта занимала достаточно много времени. После строительства нового международного порта в посёлке Алят этот вопрос решён, поскольку новый порт располагается на дороге в направлении Грузии. 
Порт является грузосборочным пунктом для железнодорожной линии Баку — Тбилиси — Карс. 
Новый порт занимает площадь 400 га, и способен принимать 10 млн тонн грузов и 40 тыс. контейнеров.
Инфраструктура:
- 2 причала для судов типа Ro-Ro
- Универсальный сухогрузный и контейнерный терминал, из семи причалов
- Два паромных причала
- Причал для судов служебного флота (155 метров). К причалу могут одновременно подойти 11 судов.

### Зелёный порт
Новый порт осуществляет программы по сокращению отходов, повторному использованию материалов, использованию эффективных технологий для минимизации выбросов углекислого газа.
К северу и западу от порта, на протяжении берега предусматривается создание специальных зеленых зон, которые будут нацелены на обогащение почвы и умеренности местного микроклимата.
Программа включает в себя три основных компонента: экологическое планирование и стратегия, продвижение низкоуглеродистой деятельности, национальная политика экологии и репликации.
16 октября 2019 года порт награждён сертификатом «EcoPorts» экологического стандарта «PERS» Европейской организации морских портов (ESPO), став первым в Каспийском регионе, получившим статус «Зелёного порта».

### Зона свободной торговли
17 марта 2016 года в посёлке Алят, включая территорию нового Бакинского порта создана специальная экономическая зона по типу зоны свободной торговли[4].
7 сентября 2016 года Бакинский порт подписал соглашение с «DP World» ОАЭ по предоставлению консалтинговых услуг для учреждения зоны свободной торговли.
Зона свободной торговли расположена на территории площадью 100 гектар, на пересечении железных дорог. Включает в себя парковку для грузовых автомобилей, международный и внутренний логистические центры.
Зона входит в Алятскую свободную экономическую зону.

## Показатели
Основной поток грузов приходит из Китая. Транзитом грузы транспортируются в Италию, Испанию.
Порт переваливает минеральные удобрения, грузы тяжёлой промышленности.
| Объёмы перевалки грузов |      |      |      |      |
| год                     | 1912 | 2018 | 2021 | 2022 |
| млн тонн                | 5,5  | 3,8  | 5,6  | 6,3  |

| Объёмы перевалки TEU контейнеров |      |
| год                              | 2022 |
| тыс.                             | 52,3 |

## Международное сотрудничество
В июле 2015 года подписан меморандум с Портом Антверпена, который в октябре 2015 года был дополнен соглашениями.
8 декабря 2016 года подписан меморандум о взаимопонимании с Исламской корпорацией по развитию частного сектора.
26 ноября 2019 года Бакинский порт подписал меморандум с «Rail Cargo Austria» и нидерландской «Cabooter Group» о расширении грузовых перевозок из Европы в Центральную Азию и Китай посредством Транскаспийского транспортного маршрута.
В рамках COP29 Бакинский порт и малазийская компания «Tiza Green Energy» подписали рамочное соглашение, на основе которого предусматривается сотрудничество по развитию зеленых технологий и возобновляемых источников энергии, в частности, установка в Алятском порту солнечных батарей.

## Галерея

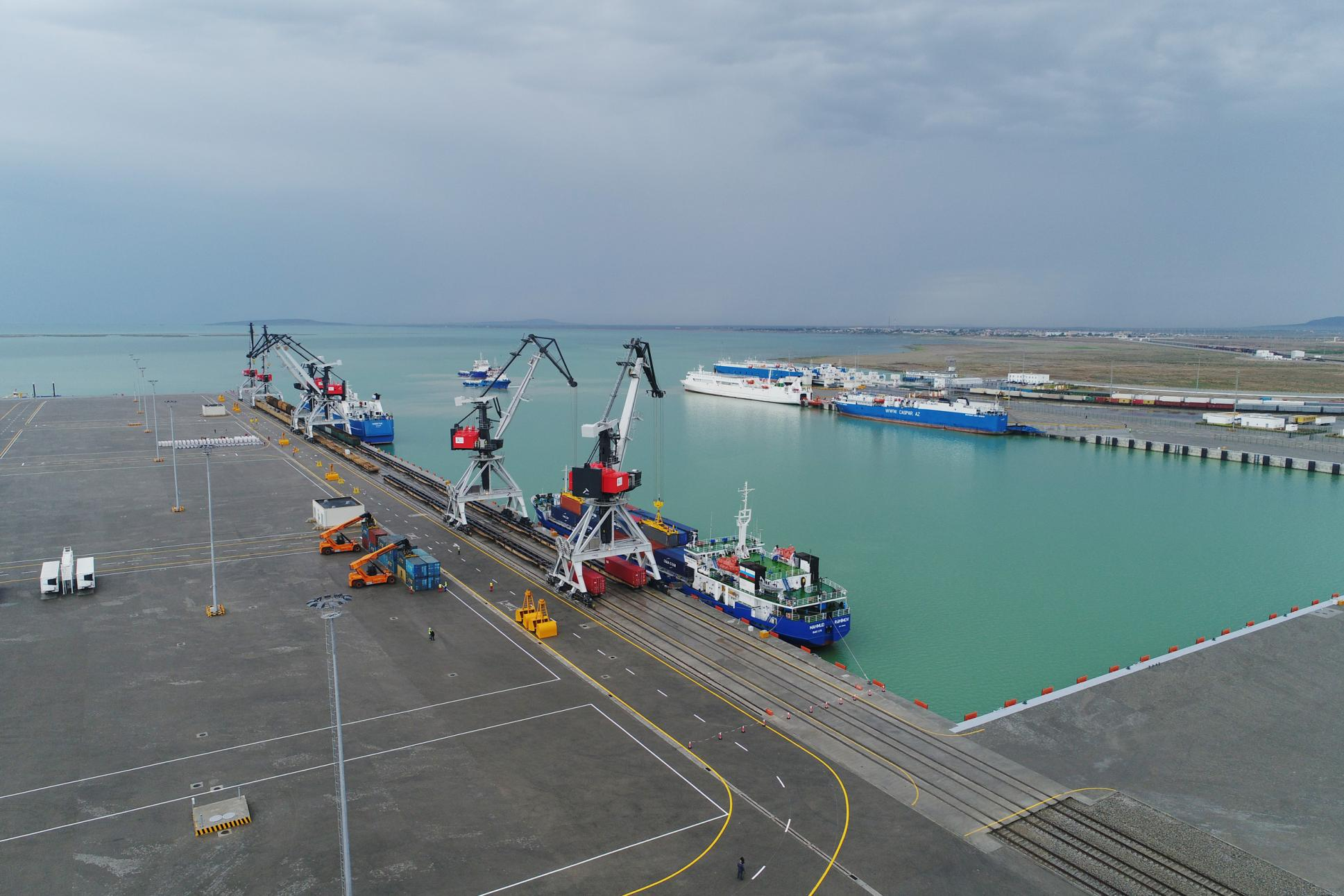
Новый порт Алят Май 2018
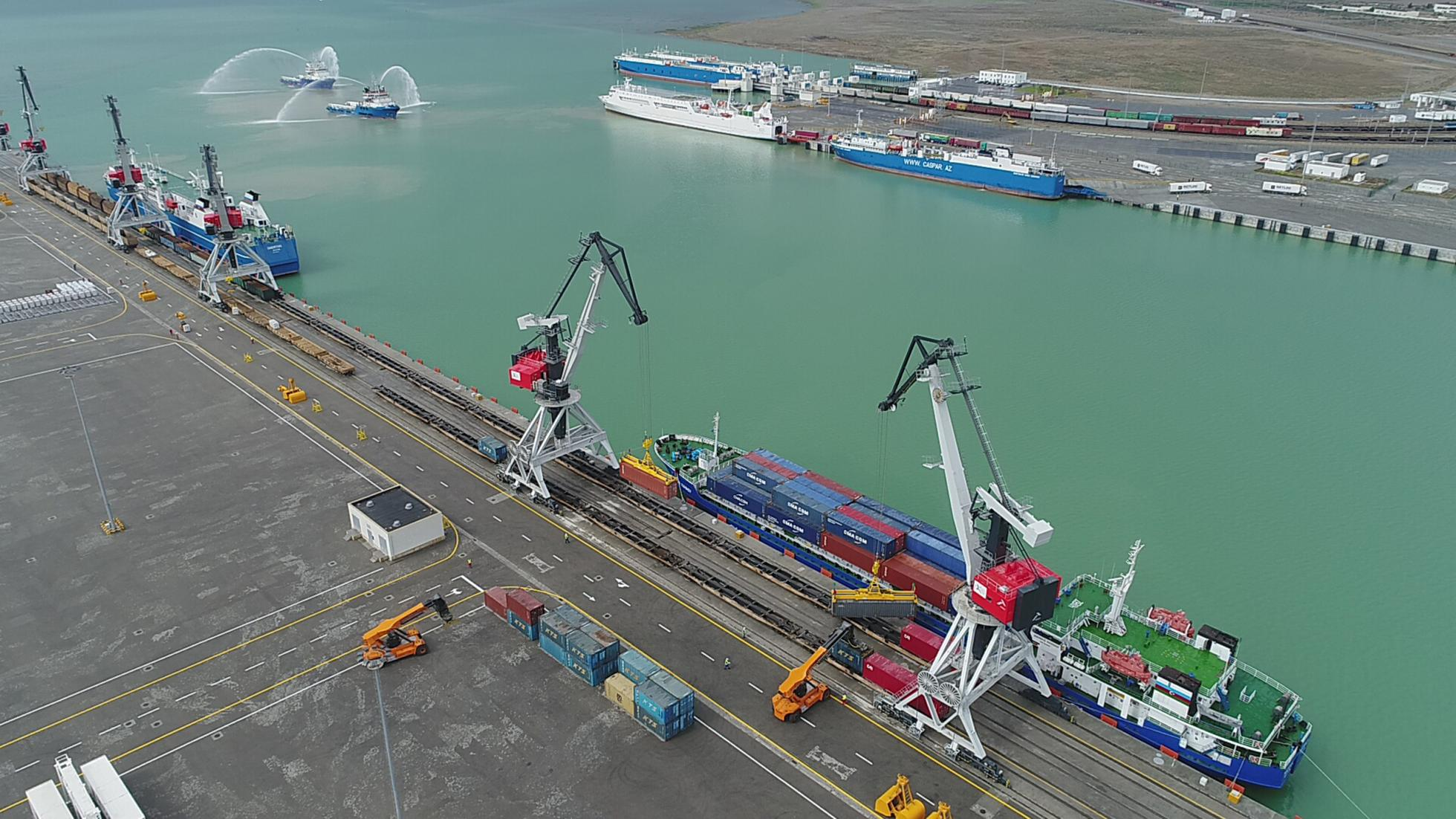
Новый порт Алят Май 2018